# PZL P.6
Il PZL P.6 era un caccia monomotore ad ala alta a gabbiano, sviluppato dall'azienda polacca Państwowe Zakłady Lotnicze di Varsavia negli anni trenta e rimasto allo stadio di prototipo.

## Storia del progetto
Nel 1928 l'ingegnere Zygmunt Puławski aveva appena assunto la direzione tecnica dell'industria aeronautica Państwowe Zakłady Lotnicze di Varsavia. Qui progettò un velivolo da caccia, monoplano, dotato di ala a gabbiano, di costruzione interamente metallica, che fu designato PZL P.1.
La soluzione dell'ala alta a gabbiano venne adottata per fornire al pilota la massima visione possibile. Il PZL P.1 adottava un propulsore in linea, che sviluppava una velocità massima di 302 km/h. L'aereo rimase allo stadio di prototipo perché le autorità aeronautiche polacche decisero che i caccia destinati all'aeronautica militare dovessero essere equipaggiati con un motore radiale, prodotto su licenza in Polonia. Vennero allora prodotti quattro ulteriori prototipi, due designati PZL P.6/I e P.6/II adottavano un propulsore radiale Bristol Jupiter VI FH erogante 450 HP, mentre gli altri due, equipaggiati con un propulsore radiale Bristol Jupiter VIIF da 480 HP, furono designati P.7/I e P.7/II.

## Tecnica
Il P.6 era un velivolo di impostazione moderna, per il periodo, che introduceva un aspetto caratterizzato dalla particolare configurazione alare a gabbiano e dalla costruzione interamente metallica.
La fusoliera, realizzata in alluminio anodizzato, aveva configurazione a semi-monoscocca, sezione trasversale ovale, ed impennaggio di coda modificato rispetto al P.1.
L'ala, montata alta, era caratterizzata da una forma a gabbiano, con le due semiali, dotate di un singolo alettone per lato, controventate da una coppia di montanti obliqui incernierati sulla parte inferiore della fusoliera.
L'abitacolo del pilota era aperto, dotato di un piccolo parabrezza triangolare.
Il carrello d'atterraggio era un triciclo posteriore, con le gambe principali fisse, dotate di ammortizzatore a struttura deformabile, integrate posteriormente da un pattino d'appoggio, anch'esso ammortizzato, posizionato ventralmente nella parte finale della fusoliera.
La propulsione era affidata ad un motore radiale Bristol Jupiter VI FH, a 9 cilindri, raffreddati ad aria, in grado di erogare una potenza pari a 450 hp, racchiuso da un anello Townend, ed azionante un'elica bipala metallica Gnome-et-Rhône.
Una caratteristica insolita era il serbatoio di combustibile, della capacità di 250 litri, posizionato all'interno della carlinga, che in caso di incendio poteva essere sganciato all'esterno.
L'armamento si basava su due mitragliatrici Vickers Model E calibro 7,92 mm, le Vickers ricalibrate per poter utilizzare il munizionamento 7,92 × 57 mm Mauser standard nelle forze armate polacche dell'epoca.

## Impiego operativo
Il primo prototipo del P.6/I andò in volò per la prima volta nell'agosto 1930, ai comandi del capo collaudatore Bolesław Orliński, mentre il P.7/I lo seguì nell'ottobre dello stesso anno. Il nuovo velivolo adottava un'ala molto simile a quella del PZL P.1, ma la fusoliera era stata completamente ridisegnata da Pulawski, con l'adozione di una moderna configurazione a semi-monoscocca, sezione trasversale ovale, ed impennaggio di coda modificato. Come risultato delle modifiche adottate l'aereo era più leggero di 200 kg rispetto al precedente PZL P.1.
Il PZL P.6, come già il precedente PZL P.1 destò molto interesse nel mondo. Il disegno della loro ala venne designato dai tecnici "ala polacca" o "ala Pulawski". Dopo la superba presentazione in volo
, nel dicembre 1931, dell'aereo al Paris Air Show di Le Bourget effettuata dal collaudatore Bolesław Orliński, le riviste d'aviazione L'Air, The Aeroplane, Flight e Die Luftwacht accreditarono il P.6 come il miglior aereo da caccia esistente al mondo. Dopo l'esibizione al Le Bourget le fabbriche motoristiche Fiat, Lorraine-Dietrich, Hispano-Suiza, Gnome-et-Rhône e Rolls-Royce offrirono i propri propulsori per l'installazione sul velivolo.
Su invito degli organizzatori, il prototipo P.6/I, pilotato sempre da Bolesław Orliński partecipò alle National Air Races di Cleveland, Stati Uniti tenutesi tra il 29 agosto ed il 7 settembre 1931, risultandone vincitore.
Il PZL P.6 non fu mai prodotto in serie, perché le autorità polacche gli preferirono la seconda variante sviluppata dal PZL P.1, designata PZL P.7. Il PZL P.7 era fondamentalmente un P.6 dotato del più potente motore radiale Bristol Jupiter VII F da 480 HP. Con l'adozione per il motore di un compressore furono molto migliorate le prestazioni alle alte quote.
Il primo prototipo del PZL P.6 andò perduto per un incidente a Częstochowa, l'11 ottobre 1931, dopo che l'elica del propulsore si staccò in volo. Il suo pilota, Bolesław Orliński, si lanciò con successo.
Nei primi mesi del 1931 sia la Romania che il Portogallo avevano espresso interesse per il PZL P.6. Il secondo prototipo, P.6/II, venne esibito al Principe Nicola di Romania e a una delegazione di alti ufficiali rumeni, durante la visita effettuata negli stabilimenti della Państwowe Zakłady Lotnicze tra il 20 ed il 23 agosto 1931. Dopo l'esibizione in volo il secondo prototipo fu consegnato all'Institute of Aviation Technical Research (Instytut Badań Technicznych Lotnictwa) che lo usò per attività sperimentale.